# دربند (قونية)
دربند (بالتركية: Derbent, Konya)‏ هي بلدة ومُديريَّة تقع في ولاية قونية بتركيا. تصل مساحتها إلى 333.5 كم²، وترتفع عن سطح البحر حوالي 1560 م.